# Musaria anatolica
Musaria anatolica là một loài bọ cánh cứng trong họ Cerambycidae.